# Syneches walkeri
Syneches walkeri är en tvåvingeart som beskrevs av Smith 1962. Syneches walkeri ingår i släktet Syneches och familjen puckeldansflugor. Inga underarter finns listade i Catalogue of Life.